# موتيفا أوي
موتيفا أوي هي شركة حكومية فنلندية، تُشجع على الاستخدام الفعال والمستدام للطاقة والمواد. يشمل عملاؤها القطاعين العام والخاص. كما تضم مجموعة موتيفا شركة موتيفا للخدمات المحدودة، التي تُقدم للشركات والمؤسسات خدمات استشارية في مجال كفاءة الطاقة، وتُدير مبادرة "البجعة النوردية" وعلامة الاتحاد الأوروبي البيئية في فنلندا. 
بدأت موتيفا عملياتها عام ١٩٩٣ كمركز خدمات للحفاظ على الطاقة . وفي عام ١٩٩٨، أُضيفت مهمة جديدة: تعزيز الطاقة المتجددة . وفي نوفمبر ٢٠٠٠، أُعيد تنظيم موتيفا لتصبح شركة مساهمة عامة مملوكة للدولة. 
بلغ عدد موظفي شركة موتيفا أوي و موتيفا للخدمات المحدودة مجتمعين حوالي 60 موظفًا في مايو 2017 وبلغ صافي المبيعات حوالي 8.16 مليون يورو في عام 2015.
في عام ٢٠٢٣، وظّفت شركتا موتيفا أوي وموتيفا سيرفيسز أوي ٦٨ موظفًا، وبلغت مبيعاتهما ٧٫٦ مليون يورو. أما المجموعة بأكملها، بما في ذلك شركة يمبريستومركينتا سومي أوي، فقد بلغ عدد موظفيها ٨٩ موظفًا، وبلغت مبيعاتها ١٠٫١ مليون يورو.  